# Miss Nicaragua 2007
Miss Nicaragua 2007, 25e élection de Miss Nicaragua, s'est déroulée le 17 mars 2007 au Théâtre national Rubén Dario de Managua. La gagnante, Xiomara Blandino, succède à Cristiana Frixione Mendoza, Miss Nicaragua 2006.
La cérémonie a été présentée par Ivan Taylor et Cristiana Frixione, Miss Nicaragua 2006. Dennis Dávila, directeur artistique de Miss Nicaragua 2007, a déclaré que cette année, l'organisation Miss Nicaragua 2007 a décidé de faire un hommage à la première capitale du Nicaragua, León.

## Classement final
| Titre                     | Candidates                                                                                 |
| ------------------------- | ------------------------------------------------------------------------------------------ |
| Miss Nicaragua 2007       | - Managua - Xiomara Blandino                                                               |
| Miss Terre Nicaragua 2007 | - Europa Nica - Iva Grijalva Pashova                                                       |
| 1re dauphine              | - Granada - Tatiana Pilarte                                                                |
| 2e dauphine               | - Tipitapa - Daniela Lacayo                                                                |
| Top 7                     | - RAAN - Charlotte Cruz - Îles du Maïs - Scarleth Archibold - Estelí - Itzamara Sobalvarro |

## Préparation
Les Miss sont présentées officiellement à la presse le 19 janvier 2007 à l'hôtel Holiday Inn.

## Candidates
| Département   | Nom                                | Âge    | Taille |
| ------------- | ---------------------------------- | ------ | ------ |
| Achuapa       | Marina Soledad Espinal Espinoza    | 18 ans | 1,63 m |
| Chinandega    | Karen Salgado Espinoza             | 20 ans | 1,73 m |
| Ciudad Dario  | Gixa Zelaya Pérez                  | 18 ans | 1,68 m |
| Corn Islands  | Scarleth Archibold                 | 22 ans | 1,70 m |
| Estelí        | Itzamara Namibia Sobalvarro Molina | 18 ans | 1,76 m |
| Europa Nica   | Iva Grijalva Pashova               | 21 ans | 1,73 m |
| Granada       | Tatiana Valeria Pilarte            | 22 ans | 1,70 m |
| La Trinidad   | Xiurel María Picado Moreno         | 22 ans | 1,67 m |
| León          | Jackeline Mendoza                  | 19 ans | 1,65 m |
| Managua       | Xiomara Gioconda Blandino Artola   | 22 ans | 1,70 m |
| Masaya        | Tania Molina Vargas                | 23 ans | 1,70 m |
| Matagalpa     | Adyari Callejas López              | 20 ans | 1,70 m |
| Nueva Segovia | Martha Lorena Reyes                | 20 ans | 1,65 m |
| RAAN          | Charlotte Karina Cruz Bush         | 20 ans | 1,70 m |
| Río San Juan  | Michel Damaris Rantanen Rocha      | 19 ans | 1,66 m |
| Rivas         | Karen Corea Carballo               | 22 ans | 1,75 m |
| Tipitapa      | Daniela Lacayo Sequeira            | 25 ans | 1,72 m |

### Prix attribués
| Prix                              | Candidat(e)s                      |
| --------------------------------- | --------------------------------- |
| Prix du Meilleur Costume Régional | León                              |
| Miss Silhouette                   | Matagalpa - Adyari Callejas López |
| Le plus beau visage               | Managua - Xiomara Blandino        |
| Miss Photogénique                 | León - Jackeline Mendoza          |
| Miss Congénialité                 | La Trinidad - Xiurel Picado       |
| Meilleur sourire                  | Tipitapa - Daniela Lacayo         |
| Meilleurs cheveux                 | Rivas - Karen Corea               |
| Miss Style                        | Granada - Tatiana Valeria Pilarte |

## Observations